# Пабло Касерес Родрігес
Пабло Касерес Родрігес (ісп. Pablo Cáceres Rodríguez, нар. 22 квітня 1985, Монтевідео) — уругвайський футболіст, що грав на позиціях захисника і півзахисника за низку європейських і латиноамериканських команд.

## Ігрова кар'єра
Народився 22 квітня 1985 року в місті Монтевідео. Вихованець футбольної школи клубу «Данубіо». Дорослу футбольну кар'єру розпочав 2006 року, провівши першу офіційну гру за основну команду рідного клубу.
2006 року перебрався до Європи, приєднавшись до нідерландського «Твенте». Так й не зігравши жодної офіційної гри за цю команду, наступного року перейшов до німецького «Дуйсбурга». Протягом сезону 2007/08 уругваєць регулярно отримував ігровий час в іграх Бундесліги, утім команда не втримала місце в елітному дивізіоні, а уругваєць втратив довіру тренерського штабу, тож наступного сезону майже не грав.
Другу половинк 2009 року провів у кіпрській «Омонії», а на початку 2010 року повернувся на батьківщину, до рідного «Данубіо».
У серпні того ж 2010 року перебрався до аргентинського «Тігре», а за рік повернувся до Європи, де його новим клубом стала іспанська «Мальорка». Після досить непоганого сезону в Іспанії все ж залишив команду і влітку 2011 на правах вільного агента уклав контракт з чилійським «Рейнджерс» (Талька). Протягом сезону 2012/13 на правах оренди із цього клубу захищав кольори італійського «Торіно», за який, утім, провів лише дві гри.
У 2013—2017 роках знову виступав на батьківщині, спочатку за «Тігре», а згодом за «Атлетіко Тукуман». Завершував ігрову кар'єру виступами за мексиканську «Пуеблу» протягом 2017—2018 років.

## Статистика виступів

### Статистика клубних виступів
Станом на 9 листопада 2014
| Сезон                | Команда              | Чемпіонат            | Чемпіонат | Чемпіонат | Національний кубок | Національний кубок | Національний кубок | Континентальні кубки | Континентальні кубки | Континентальні кубки | Інші змагання | Інші змагання | Інші змагання | Усього | Усього |
| Сезон                | Команда              | Ліга                 | Ігор      | Голів     | Ліга               | Ігор               | Голів              | Ліга                 | Ігор                 | Голів                | Ліга          | Ігор          | Голів         | Ігор   | Голів  |
| -------------------- | -------------------- | -------------------- | --------- | --------- | ------------------ | ------------------ | ------------------ | -------------------- | -------------------- | -------------------- | ------------- | ------------- | ------------- | ------ | ------ |
| 2005                 | «Данубіо»            | ПД                   | 0         | 0         | -                  | -                  | -                  | КЛ                   | 0                    | 0                    | -             | -             | -             | 0      | 0      |
| 2006                 | «Данубіо»            | ПД                   | 1         | 0         | -                  | -                  | -                  | КЛ                   | 0                    | 0                    | -             | -             | -             | 1      | 0      |
| 2005–06              | «Твенте»             | ЕД                   | 0         | 0         | КН                 | 0                  | 0                  | -                    | 0                    | 0                    | -             | -             | -             | 0      | 0      |
| 2006–07              | «Дуйсбург-2»         | РЛ                   | 9         | 0         | КН                 | 0                  | 0                  | -                    | -                    | -                    | -             | -             | -             | 9      | 0      |
| 2007–08              | «Дуйсбург»           | БЛ                   | 18        | 0         | КН                 | 1                  | 0                  | -                    | 0                    | 0                    | -             | -             | -             | 19     | 0      |
| 2008–09              | «Дуйсбург»           | 2БЛ                  | 5         | 0         | КН                 | 0                  | 0                  | -                    | 0                    | 0                    | -             | -             | -             | 5      | 0      |
| Усього за «Дуйсбург» | Усього за «Дуйсбург» | Усього за «Дуйсбург» | 23        | 0         |                    | 1                  | 0                  |                      |                      |                      |               |               |               | 24     | 0      |
| 2009–10              | «Омонія»             | ЧК                   | 0         | 0         | КК                 | 0                  | 0                  | ЛЄ                   | 1                    | 0                    | -             | -             | -             | 1      | 0      |
| 2009–10              | «Данубіо»            | ПД                   | 10        | 0         | -                  | -                  | -                  | КЛ                   | 0                    | 0                    | -             | -             | -             | 10     | 0      |
| Усього за «Данубіо»  | Усього за «Данубіо»  | Усього за «Данубіо»  | 11        | 0         |                    | 0                  | 0                  |                      | 0                    | 0                    |               |               |               | 11     | 0      |
| 2010–11              | «Тігре»              | ПД                   | 18        | 0         | -                  | -                  | -                  | КЛ                   | 0                    | 0                    | -             | -             | -             | 18     | 0      |
| 2011–12              | «Мальорка»           | ПД                   | 28        | 0         | КІ                 | 3                  | 0                  | -                    | 0                    | 0                    | -             | -             | -             | 31     | 0      |
| 2011–12              | «Рейнджерс» (Талька) | ПД                   | 0         | 0         |                    | 0                  | 0                  |                      | 0                    | 0                    |               | -             | -             | 0      | 0      |
| 2012–13              | «Торіно»             | A                    | 2         | 0         | КІ                 | 0                  | 0                  |                      | -                    | -                    |               | -             | -             | 2      | 0      |
| 2013–14              | «Рейнджерс» (Талька) | ПД                   | 0         | 0         |                    | 0                  | 0                  |                      | 0                    | 0                    |               | -             | -             | 0      | 0      |
| 2014–15              | «Тігре»              | ПД                   | 12        | 0         | -                  | -                  | -                  | КЛ                   | 0                    | 0                    | -             | -             | -             | 12     | 0      |
| Усього за кар'єру    | Усього за кар'єру    | Усього за кар'єру    | 103       | 0         |                    | 4                  | 0                  |                      | 1                    | 0                    |               |               |               | 108    | 0      |